# Oldenlandia affinis
Oldenlandia affinis ist eine Pflanzenart aus der Gattung Oldenlandia innerhalb der Familie der Rötegewächse (Rubiaceae). Sie kommt unter anderem im tropischen Afrika und auf Madagaskar vor.

## Beschreibung

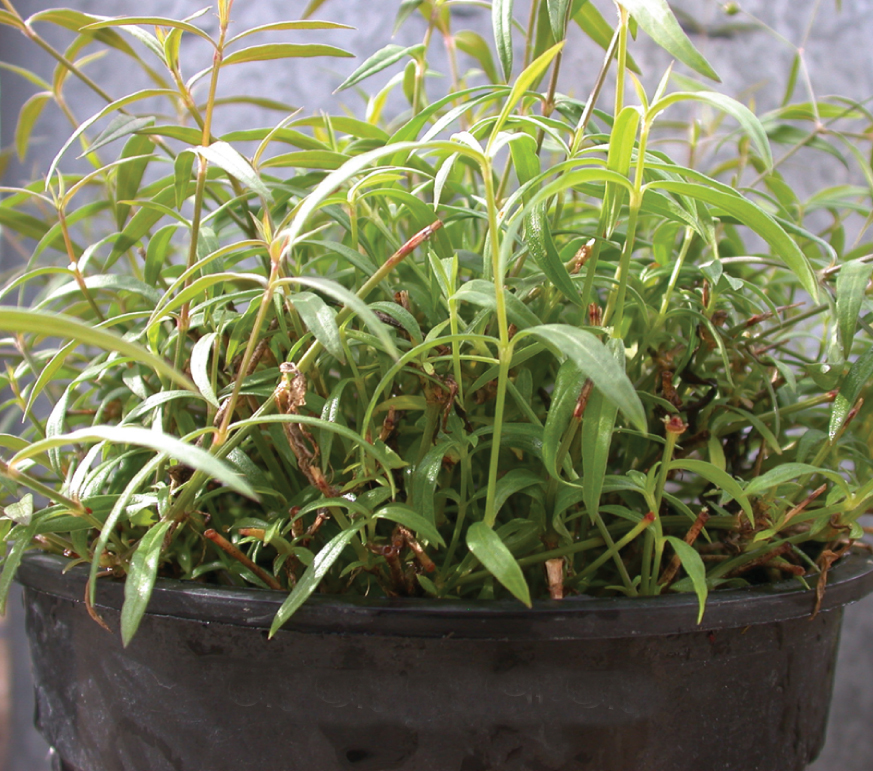
Habitus und gegenständige Laubblätter

### Vegetative Merkmale
Oldenlandia affinis ist eine ausdauernde, krautige Pflanze. Der kriechende oder kletternde Stängel ist 0,2 bis 1,2 Meter lang.
Die meist sitzenden Laubblätter sind gegenständig am Stängel angeordnet. Falls ein Blattstiel vorhanden ist, dann ist er sehr kurz. Die ganzrandige, spitze bis zugespitzte, raue bis kahle Blattspreite ist bei einer Länge von 1,2 bis 8 Zentimetern sowie einer Breite von 0,1 bis 1,6 Zentimetern schmal elliptisch bis lanzettlich oder eilanzettlich. Die Nebenblätter sind verwachsen.

### Generative Merkmale
Oldenlandia affinis ist heterostyl. Die Blüten erscheinen end- oder achselständig meist zu zweit in Dichasien oder in lockeren, kleinen Rispen. Die sehr kleinen, gestielten, zwittrigen und vierzähligen Blüten besitzen eine doppelte Blütenhülle. Es ist ein kleiner, kahler und rippiger Blütenbecher vorhanden. Die Kelchzipfel sind bei einer Länge von 0,5 bis 1 Millimetern schmal-dreieckig. Die Krone ist dunkelblauen oder blau- bis dunkelviolette. Die Kronzipfel sind bei einer Länge von 1,8 bis 3,2 Zentimetern sowie einer Breite von 0,8 bis 1,5 Millimetern elliptisch oder eiförmig. Die innen behaarte Kronröhre ist 3 bis 4,5 Millimeter lang. Die 4 Staubblätter am Schlund sind kurz. Der zweikammerige Fruchtknoten ist unterständig mit kurzem Griffel und großer, zweilappiger Narbe.
Es werden kleine, rundliche und vielsamige Kapseln mit beständigem Kelch gebildet. Die sehr kleinen, kantigen, etwa 0,25 Millimeter langen Samen sind bräunlich.

## Nutzung
Oldenlandia affinis wird in der traditionellen afrikanischen Medizin bei der Geburtshilfe genutzt. Wissenschaftlich untersucht wird die Wirksamkeit von enthaltenen Cyclotiden. Mit der deutschen Bezeichnung „Zartes Labkraut“ wird eine aus Sri Lanka stammende Oldenlandia-Art als Aquarienpflanze verwendet.

## Systematik
Die Erstveröffentlichung erfolgte unter dem Namen (Basionym) Hedyotis affinis durch Johann Jakob Roemer und Joseph August Schultes. Die Neukombination zu Oldenlandia affinis wurde 1830 durch Augustin Pyramus de Candolle veröffentlicht.
Von Oldenlandia affinis gibt es etwa zwei Varietäten:
- Oldenlandia affinis (Roem. & Schult.) DC. var. affinis
- Oldenlandia affinis var. fugax (Vatke) Verdc.